# Гу Лун
Сюн Яохуа́ (кит. трад. 熊耀華, упр. 熊耀华, пиньинь Xióng Yàohuá, 7 июня 1938 — 21 сентября 1985) — писатель, продюсер и кинорежиссёр с Тайваня, прославившийся романами в жанре уся, опубликованными под псевдонимом Гу Лун (кит. трад. 古龍, упр. 古龙, пиньинь Gǔ Lóng, буквально: «Древний дракон»).

## Биография
Родился 7 июня 1938 года в Гонконге, однако в регистрационных документах в качестве года рождения указан 1941-й; его предки происходили из Наньчана провинции Цзянси, а сам он в детстве жил в Ханькоу. В 1952 году вместе с родителями переехал на Тайвань в Тайбэй. В 1956 году его родители развелись. С помощью друзей и подработок он смог окончить Факультет иностранных языков университета Тамкам, и позднее стал работать при службе военных советников Армии США.
В 1960 году Сюн Яохуа опубликовал под псевдонимом «Гу Лун» свой первый роман в жанре «уся». В 1960—1961 годах он опубликовал восемь произведений, но не достиг желаемых результатов. Он переехал в район Жуйфан и, прожив там три года, полностью изменил свой стиль. Начиная с 1967 года он постепенно развился в видного автора жанра «уся». Будучи в течение десятилетия единственным автором жанра «уся» с Тайваня, Гу Лун считается (наряду с Цзинь Юном и Лян Юйшэном) одним из «трёх опор треножника уся».
В последние годы жизни Сюн Яохуа страдал от депрессии, что сильно сказалось на качестве его работ. Из-за ухудшения здоровья ему приходилось нанимать «литературных негров». Он скончался в 1985 году от болезней, развившихся из-за алкоголизма.

## Творчество
Поначалу Сюн Яохуа, как и прочие видные авторы жанра, базировал свои работы на китайской истории, культуре и философии. Позднее он изменил свой стиль, и его работы стали походить на произведения о Джеймсе Бонде и роман «Крёстный отец» с их запутанными сюжетами и пренебрежением к человеческой жизни.

### Работы раннего периода
| Название                                 | Китайское название | Первая публикация | Примечания |
| ---------------------------------------- | ------------------ | ----------------- | --- |
| Из северной страны в южную страну        | 從北國到南國       | 1955              | Произведение, не относящееся к жанру уся. |
| Волшебные мечи Цаньцюн                   | 蒼穹神劍           | 1960              | |
| Меч, яд, аромат сливы                    | 劍毒梅香           | 1960              | Гу Лун написал лишь начало, произведение дописал Шан Гуаньдин. |
| Утраченная яшма Цань Цзиня               | 殘金缺玉           | 1960              | Первая часть публиковалась в газете в виде рассказов с продолжением. |
| Меч, ци, аромат книги                    | 劍氣書香           | 1960              | Гу Лун написал лишь начало, произведение дописал Мо Юйшэн. |
| Неправильная луна и злая звезда          | 月異星邪           | 1960              | Впоследствии было написано продолжение «Меч хунаньской наложницы» |
| Записи о странствующем мастере меча      | 遊俠錄             | 1960              | |
| Притягивание утерянной души              | 失魂引             | 1960              | |
| Строки о мастере меча                    | 劍客行             | 1962 или 1963     | В 1964 название было изменено на «Бесполый бирюзовый меч» (无情碧剑) |
| Предание об одинокой звезде              | 孤星傳             | 1960-1963         | В 1973—1974 переиздан в Гонконге под названием «Историческое завоевание в мире цзянху» (劫江湖). В 1974 переиздан на Тайване под названием «Ветер и облака, мужчина и ребёнок» (風雲男兒) |
| Меч хунаньской наложницы                 | 湘妃劍             | 1960-1963         | В 1974 году переиздан под названием (金劍殘骨令) |
| Песня о цветном кольце                   | 彩環曲             | 1961-1962         | Другое название — «Гордый меч и безумный дракон» (傲劍狂龍) |
| Защитить цветочный колокол               | 護花鈴             | 1962              | Другое название — «Остров Чжушэнь» (诸神岛) |
| Доносящийся аромат меча и дождя          | 飄香劍雨           | 1963-1965         | Был заброшен автором на середине, поэтому разные издательства нанимали разных авторов для дописывания.                                                                                    |
| Другая история волшебного господина      | 神君別傳           | 1963              | Новая версия произведения «Меч, яд, аромат сливы» |
| Стрела любимого                          | 情人箭             | 1963-1964         | В 1970-х годах был переработан и издан под названием «Разъярённый меч» (怒劍) |
| Предание о герое из Школы большого флага | 大旗英雄傳         | 1963-1965         | В 1970-х годах был переработан и издан под названием «Большой флаг железа и крови» (铁血大旗)                                                                                             |

### Работы среднего периода
| Название                                       | Китайское название | Первая публикация | Примечания                                                                                                  |
| ---------------------------------------------- | ------------------ | ----------------- | --- |
| Записки о мытье цветов и очистке мечей         | 浣花洗劍錄         | 1964-1966         | В 1976 году переработан и издан под названием «Мытьё цветов и очистка мечей» (浣花洗剑).                    |
| Песня Лунлин                                   | 龙吟曲             | 1964              | Написан в соавторстве с Сяо И.                                                                              |
| Поведение знаменитого мечника                  | 名劍風流           | 1961, 1965—1966   | Роман писался и публиковался с перерывами, не имел окончания. Окончание дописал в 1967 году Сяо Ци.         |
| Неофициальная история мира боевых искусств     | 武林外史           | 1966              | |
| Несравненная пара зазнаек                      | 絕代雙驕           | 1966              | |
| Легенда о железе и крови                       | 鐵血傳奇           | 1967              | Первое из произведений о Чу Люсяне. В 1977 году переиздан под названием «Легенда о Чу Люсяне» (楚留香传奇). |
| Сентиментальный мечник и безжалостный меч      | 多情劍客無情劍     | 1968              | Первое из произведений о «Маленьком Ли — метателе ножей».                                                   |
| Легенда о бабочке                              | 蝙蝠传奇           | 1968 или 1969     | Произведение из серии о Чу Люсяне.                                                                          |
| Сяо — Одиннадцатый господин                    | 萧十一郎           | 1969-1970         | |
| Радующийся герой                               | 歡樂英雄           | 1971-1972         | |
| Большой персонаж                               | 大人物             | 1971              | |
| Легенда о цветке персика                       | 桃花传奇           | 1971-1972         | |
| Метеор. Бабочка. Меч                           | 流星·蝴蝶·劍       | 1971              | |
| Бездельник из пограничного города              | 邊城浪子           | 1972              | Второе из произведений о «Маленьком Ли — метателе ножей».                                                   |
| Легенда о Лу Сяофэне                           | 陸小鳳傳奇         | 1973              | Первое из произведений о Лу Сяофэне.                                                                        |
| Орлиный полёт в 9-м месяце                     | 九月鷹飛           | 1973              | Третье из произведений о «Маленьком Ли — метателе ножей»; приквел к «Бездельнику из пограничного города».   |
| Решающая схватка Сяо — Одиннадцатого господина | 火併蕭十一郎       | 1973              | Продолжение романа «Сяо — Одиннадцатый господин»                                                            |

### Работы позднего периода
| Название                                         | Китайское название | Первая публикация | Примечания |
| ------------------------------------------------ | ------------------ | ----------------- | --- |
| Семь убивающих рук                               | 七殺手             | 1973              | В 1990 году к роману было дописано окончание, благодаря которому он оказался включённым в серию «Семь видов оружия» |
| Не склонять голову                               | 絕不低頭           | 1973              | |
| Меч Чаншэн                                       | 長生劍             | 1974              | Первое произведение из серии «Семь видов оружия»                                                                    |
| Перья павлина                                    | 孔雀翎             | 1974              | Второе произведение из серии «Семь видов оружия»                                                                    |
| Сабля с горы Биюйшань                            | 碧玉刀             | 1974              | Третье произведение из серии «Семь видов оружия»                                                                    |
| Эмоциональное кольцо                             | 多情環             | 1974              | Четвёртое произведение из серии «Семь видов оружия»                                                                 |
| Копьё князя-узурпатора                           | 霸王槍             | 1974-1975         | Пятое произведение из серии «Семь видов оружия»                                                                     |
| Кровавый попугай                                 | 血鸚鵡             | 1974              | Роман был во многом дописан Хуан Ином, впоследствии включившим его в свой цикл «Шесть историй о страшных призраках» |
| Меч. Цветок. Дождь из дыма. Юг реки              | 劍‧花‧煙雨‧江南    | 1974 или 1975     | |
| Млечный путь. Светлая луна. Сабля                | 天涯‧明月‧刀       | 1974              | |
| Кулак                                            | 拳頭               | 1975              | |
| Меч трёх молодых господ                          | 三少爺的劍         | 1975              | Исходное название — «Человек мира рек и озёр» (江湖人), в 1977 году был переименован.                               |
| Тигр из белой яшмы                               | 白玉老虎           | 1976              | |
| Изогнутая сабля круглой луны                     | 圓月彎刀           | 1976-1978         | Исходное название — «Бог сабли» (刀神), в процессе публикации был переименован.                                     |
| Копьё бирюзовой крови омывающей серебро          | 碧血洗銀槍         | 1976-1977         | |
| Орёл летящий над большой землёй                  | 大地飛鷹           | 1976-1977         | |
| Дракон-князь семи звёзд                          | 七星龍王           | 1978              | |
| Разделяющий крюк                                 | 離別鈎             | 1978              | Шестое произведение из серии «Семь видов оружия»                                                                    |
| Феникс танцует на девятом небе                   | 凤舞九天           | 1978-1979         | Произведение из цикла о Лу Сяофэне; значительную часть написал Сюэ Синго.                                           |
| Легенда о новой луне                             | 新月傳奇           | 1978              | Произведение из цикла о Чу Люсине.                                                                                  |
| Герои не плачут                                  | 英雄無淚           | 1978-1979         | |
| Ночная орхидея                                   | 午夜蘭花           | 1979              | Произведение из цикла о Чу Люсине.                                                                                  |
| Летящая сабля, снова вижу летящую саблю          | 飛刀，又見飛刀     | 1981              | Произведение из цикла о «Маленьком Ли — метателе ножей».                                                            |
| Усмешка бога меча                                | 劍神一笑           | 1981              | Произведение из цикла о Лу Сяофэне.                                                                                 |
| Звук сабли среди звенящих на ветру колокольчиков | 風鈴中的刀聲       | 1981-1982         | Произведение дописано Юй Чжихуном.                                                                                  |
| Время великих рыцарей                            | 大武俠時代         | 1984-1985         | |
| Шипы хризантемы                                  | 菊花的刺           | 1985              | |
| Божество богатства и короткая сабля              | 財神與短刀         | 1985              | |

## Переводы

### На английский язык
- Сяо — Одиннадцатый господин — под названием «The Eleventh Son»

### На французский язык
- Радующийся герой — под названием «Les Quatre Brigands du Huabei»
- Два произведения из цикла о Чу Люсяне — под названиями «Un parfum de pivoine sur la mer écarlate» и «Aventures dans le désert de Gobi»

## Адаптации работ
Ряд произведений Гу Луна много раз экранизировался в виде фильмов и сериалов, а в 1980-х годах он даже создал собственную киностудию, чтобы снимать фильмы по своим произведениям. Далее приведены списки.

### Кинофильмы
В списке кинокартин указаны не только экранизации романов, но и фильмы, имеющие слабую связь с творчеством Гу Луна (например, с заимствованными именами персонажей). 
| Оригинальное название фильма                                                   | Русское название фильма                                                   | Год  | Режиссёр                  | Исполнители главных ролей | Произведение; роль Гу Луна в проекте; примечания                                                                                     |
| ------------------------------------------------------------------------------ | ------------------------------------------------------------------------- | ---- | ------------------------- | --- | --- |
| 千手神拳 The Powerful Fist of a Thousand Hands                                 | Божественный кулак тысячи рук                                             | 1965 | Чю Кэй                    | Чхоу Татва, Куань Хойсань, Мань Лань, Конни Чань                                                                                          | «Меч, яд, аромат сливы» |
| 千手神拳(下集大結局) The Powerful Fist of a Thousand Hands, Concluding Episode | Божественный кулак тысячи рук. Часть 2. Завершение                        | 1965 | Чю Кэй                    | Чхоу Татва, Куань Хойсань, Мань Лань, Конни Чань                                                                                          | «Меч, яд, аромат сливы» |
| 玉面俠 The Jade Faced Assassin                                                 | Яшмоволикий воин                                                          | 1971 | Янь Цзюнь                 | Лили Хо, Гао Юань | «Несравненная пара зазнаек» |
| 蕭十一郎 Swordsman at Large                                                    | Сяо, одиннадцатый господин                                                | 1971 | Сюй Цзэнхун               | Маргарет Син Хуэй, Тина Цзинь Фэй, Чу Цзин, Вэй Хун, Лу Пин                                                                               | Автор сценария |
| 流星、蝴蝶、劍 Killer Clans                                                    | Кланы убийц                                                               | 1976 | Чу Юань                   | Цзун Хуа, Чэнь Пин, Вон Чун, Юэ Хуа, Ку Фэн, Ло Ле, Ван Ся, Цзин Ли, Фань Мэйшэн                                                          | «Метеор, бабочка, меч» |
| 天涯、明月、刀 The Magic Blade                                                 | Волшебный клинок                                                          | 1976 | Чу Юань                   | Ти Лун, Ло Ле, Цзин Ли, Тянь Ни, Лили Ли, Ку Фэн                                                                                          | «Склон неба, светлая луна, меч» |
| 風、雨、雙流星 The Killer Meteors                                              | Метеор-убийца                                                             | 1976 | Ло Вэй                    | Джимми Ван Юй, Джеки Чан, Юй Линлун, Лань Юйли                                                                                            | «Семь убивающих рук»; автор сценария                                                                                                 |
| 楚留香 Clans of Intrigue                                                       | Чу Люсян                                                                  | 1977 | Чу Юань                   | Ти Лун, Юэ Хуа, Чань Сикай, Нора Мяо, Лин Юнь, Ли Цзин, Нэнси Янь, Бетти Бэй                                                              | «Витающий аромат моря крови» (серия о Чу Люсяне)                                                                                     |
| 獨臂雙雄 The One Arm Swordsmen                                                 | Два одноруких героя                                                       | 1977 | Джимми Ван Юй, Дэвид Цзян | Джимми Ван Юй, Дэвид Цзян, Ло Ле, Чжан И, Лю Мэнъянь                                                                                      | Автор сценария |
| 白玉老虎 Jade Tiger                                                            | Нефритовый тигр                                                           | 1977 | Чу Юань                   | Ти Лун, Ку Фэн, Лили Ли, Сяо Яо, Фань Мэйшэн, Ло Ле, Дерек И, Юэ Хуа, Ши Сы                                                               | «Тигр из белой яшмы»; автор сценария                                                                                                 |
| 劍、花、煙雨江南 To Kill with Intrigue                                         | Убить с интригой                                                          | 1977 | Ло Вэй                    | Джеки Чан, Сюй Фэн, Син Иллён, Юй Линлун                                                                                                  | «Меч, цветок, дымный дождь, юг реки»; автор сценария                                                                                 |
| 三少爺的劍 Death Duel                                                          | Смертельная дуэль                                                         | 1977 | Чу Юань                   | Лин Юнь, Чэнь Пин, Дерек И, Фань Мэйшэн, Кэндис Ю, Ку Фэн                                                                                 | «Меч третьего молодого господина» |
| 絕不低頭 To Kill a Jaguar                                                      | Не склонять голову                                                        | 1977 | Хуа Шань                  | Цзун Хуа, Лю Юн, Нора Мяо | «Не склонять голову» |
| 多情劍客無情劍 The Sentimental Swordsman                                       | Сентиментальный меченосец, безжалостный меч                               | 1977 | Чу Юань                   | Ти Лун, Цзин Ли, Дерек И, Кэндис Ю, Ван Ша, Юэ Хуа, Ку Фэн                                                                                | «Сентиментальный меченосец, безжалостный меч»                                                                                        |
| 神拳大戰快鎗手 Return of the Chinese Boxer                                     | Возвращение китайского боксёра                                            | 1977 | Джимми Ван Юй             | Джимми Ван Юй, Лун Фэй, Цинь Чжиминь, Цзинь Ган, Чжан Инчжэнь                                                                             | Автор сценария |
| 明月刀雪夜殲仇 Pursuit of Vengeance                                            | Светлая луна, нож, уничтожить врага снежной ночью                         | 1977 | Чу Юань                   | Ти Лун, Лю Юн, Ши Сы, Чэнь Пин, Пол Чжан Чун, Ло Ле                                                                                       | «Блудный сын из приграничного города»                                                                                                |
| 白玉京 Pai Yu Ching                                                            | Бай Юйцзин                                                                | 1977 | Ли Цзя                    | Тянь Пэн, Сюй Фэн, Тан Баоюнь, Бай Ин, Вэнь Цзянлун                                                                                       | «Меч долголетия»; автор сценария |
| 刀魂 The Clutch of Power                                                       | Душа меча                                                                 | 1977 | Чжан Пэнъи                | Чэнь Син, Мэн Фэй, Лун Цзюньэр, Ван Гуаньсюн                                                                                              | «Записки о мытье цветов и очистке мечей»; автор сценария                                                                             |
| 風起雲湧鬥狂龍 Super Dragon                                                    | Поднявшийся ветер и сгрудившиеся облака бьются с безумным драконом        | 1978 | Пол Чжан Чун              | Пол Чжан Чун, Юэ Хуа, Ху Цзинь, Джон Чён, Цай Хун, Филлип Коу, Юй Сунчжао, Гу Лун, Гэ Сяобао, Шангуань Линфэн, Вон Вай, Чэнь Хунле, Ло Ле | «Копьё князя-узурпатора»; автор сценария                                                                                             |
| 陸小鳳傳奇之綉花大盜 Clan of Amazons                                           | Легенда о Лу Сяофэне: Вышивающий грабитель                                | 1978 | Чу Юань                   | Лю Юн, Юэ Хуа, Лин Юнь, Цзин Ли, Ши Сы, Манна Чань, Чён Ин                                                                                | «Вышивающий грабитель» (серия о Лу Сяофэне)                                                                                          |
| 俠骨柔情赤子心 The Master and the Kid                                          | Мастер Шаолиня и ребёнок                                                  | 1978 | Линь Фуди                 | Юэ Хуа, Цай Цзунхань, Чэнь Син, Пань Инцзы, Вэнь Цзянлун, Инь Баолянь, Филлип Коу                                                         | Автор сценария |
| 飛渡捲雲山 Magnificent Bodyguards                                              | Великолепные телохранители                                                | 1978 | Ло Вэй                    | Джеки Чан, Джеймс Тянь, Лён Сиулун, Ван Пин                                                                                               | «Кулак»; автор сценария |
| 飄香劍雨 The Lost Swordship                                                    | Витающий аромат меча и дождя                                              | 1978 | Ли Цзя                    | Тянь Пэн, Бай Ин, Тан Баоюнь | «Витающий аромат меча и дождя» |
| 玲瓏玉手劍玲瓏 Witty Hand, Witty Sword                                         |                                                                           | 1978 | Пао Сюэли                 | Тянь Пэн, Чжан Ли, Цзун Хуа, Цинь Мэн, Ли Сян, Тянь Хэ, Ши Чжунтянь, Гу Чэн, Вэнь Цзянлун                                                 | Автор рассказа |
| 楚留香之二蝙蝠傳奇 Legend of the Bat                                           | Чу Люсян 2: Легенда о Летучей Мыши                                        | 1978 | Чу Юань                   | Ти Лун, Лин Юнь, Лю Юн, Цзин Ли, Юэ Хуа, Вон Чун, Кэндис Ю, Дерек И, Ку Куньчун, Сюй Шаоцян, Нгай Фэй, Чань Сикай, Чжуан Ли, Лю Хуэйлин   | «Легенда о Летучей Мыши» (серия о Чу Люсяне)                                                                                         |
| 大地飛鷹 Big Land, Flying Eagles                                               | Орёл, летящий над большой землёй                                          | 1978 | Оуян Цзюнь                | Лин Юнь, Ван Гуаньсюн, Ся Линлин, Ши Фэн, Лань Юйли, Пол Чжан Чун, Лу Пин, Ли Сян, Чжан Сян                                               | «Орёл, летящий над большой землёй»                                                                                                   |
| 浪子一招 The Legendary Strike                                                  | Легендарное восстание                                                     | 1978 | Хуан Фэн                  | Пол Чю, Анждела Мао, Чэнь Син, Картер Вон                                                                                                 | Автор сценария |
| 蕭十一郎 Swordsman and Enchantress                                             | Сяо, одиннадцатый господин                                                | 1978 | Чу Юань                   | Ти Лун, Лили Ли, Сюй Шаоцян, Вэнь Сюээр, Лю Юн, Цзин Ли, Ку Куньчун, Тан Цзин                                                             | «Сяо, одиннадцатый господин» |
| 五花箭神 The Desperate Killer                                                  | Дух пёстрой стрелы                                                        | 1978 | Оуян Цзюнь                | Ван Гуаньсюн, Ши Фэн, Ся Линлин, Чжан И, Ян Хуэйшань, Хуан Сянлянь, Чжан Сян, Хэ Сыминь                                                   | «Орёл, летящий над большой землёй»                                                                                                   |
| 天涯怪客一陣風 Gold Constables                                                 | Край света, странный гость, порыв ветра                                   | 1978 | Ван Чун                   | Картер Вон, Ло Ле, Нэнси Янь, Чжи Лань, Джеймс Тянь                                                                                       | Автор сценария, планирование |
| 圓月彎刀 Full Moon Scimitar                                                    | Кривая сабля полной луны                                                  | 1979 | Чу Юань                   | Дерек И, Лиза Ван, Вон Юн, Мэг Лам | «Кривая сабля полной луны» |
| 翡翠狐狸 The Jade Fox                                                          | Жадеитовый Лис                                                            | 1979 | Гао Баошу                 | Тянь Пэн, Ло Ле, Лун Цзюньэр, Линь Ива, Хуан Илун, Эдди Коу, Ник Чён, Ким Са-ок                                                           | Частично основан на романе «Орлиный полёт в девятом месяце»                                                                          |
| 獨臂拳王勇戰楚門九子 One Armed Against Nine Killers                            | Однорукий король бокса отважно сражается с девятью людьми школы Чу        | 1979 | Сюй Цзэнхун               | Джимми Ван Юй | Заимствованы имена персонажей романов                                                                                                |
| 小李飛刀 Flying Sword Lee                                                      | Летающий нож Сяо Ли                                                       | 1979 | Пао Сюэли, У Ма           | Лин Юнь, Вон Чун, Ли Сюсянь, Линь Ива, Цзинь Дунмэй, Чжан Жуюй, Му Сычэн, Цзинь Фэн, Ван Юйхуань, Фань Мэйшэн, Гао Юань                   | «Сентиментальный меченосец, безжалостный меч»                                                                                        |
| 孔雀王朝 Murder Plot                                                           | Правящая династия Павлинов                                                | 1979 | Чу Юань                   | Дэвид Цзян, Цзин Ли, Вон Чун, Чэнь Пин, Ли Сюсянь, Кэндис Ю, Ло Ле                                                                        | «Неофициальная история мира боевых искусств»                                                                                         |
| 折劍傳奇 The Legend of Broken Sword                                            | Легенда о сломанном мече                                                  | 1979 | Оуян Цзюнь                | Тянь Пэн, Лин Юнь, Лун Цзюньэр, Ян Хуэйшань                                                                                               | «Легенда о цветке персика» (серия о Чу Люсяне); автор сценария                                                                       |
| 一代天嬌 Revengeful Swordswoman                                                | Эпоха небесной красавицы                                                  | 1979 | Цзоу Яцзы                 | Цзя Лин | Частично заимствованы имена персонажей                                                                                               |
| 絕代雙驕 The Proud Twins                                                       | Несравненная пара зазнаек                                                 | 1979 | Чу Юань                   | Фу Шэн, Нг Вайкуок, Кэнди Вэнь, Сюзанна Ауён, Вон Юн                                                                                      | «Несравненная пара зазнаек» |
| 浪子快刀 Wanderer with Nimble Knife                                            | Блудный сын с быстрым мечом                                               | 1979 | Чжан Пэнъи                | Тянь Пэн, Ван Гуаньсюн, Тянь Хэ | Автор сценария, планирование |
| 七巧鳳凰碧玉刀 Bruce Tuan 7 Promise                                            | Яшмовый меч семи искусных фениксов                                        | 1979 | Оуян Хун                  | Мэн Фэй, Ся Линлин, Юэ Хуа, Чэнь Син | «Сабля с горы Биюйшань»; директор по планированию                                                                                    |
| 要命的小方 Love and Sword                                                      | Отнять жизнь Сяофана                                                      | 1979 | Юй Канпин                 | Тянь Пэн, Тан Баоюнь, Тянь Хэ, Оу Ди | «Орёл, летящий над большой землёй»                                                                                                   |
| 護花鈴 The Beauty Escort                                                       | Защитные цветочные колокольчики                                           | 1979 | Пао Сюэли                 | Лин Юнь, Нора Мяо, Лили Ли, Вон Чун, Чэнь Хуэйминь, Тхоу Маньмин                                                                          | «Защитить цветочный колокол» |
| 多情雙寶環 The Romantic Double Rings                                           | Эмоциональная пара драгоценных колец                                      | 1979 | Чжан Пэнъи                | Тянь Хэ, Сунь Цзялинь, Гао Сян | «Эмоциональное кольцо»; автор сценария, исполнительный продюсер, планирование                                                        |
| 陸小鳳與西門吹雪 Chivalry of Conspiracy                                        | Лу Сяофэн и Симэнь Чуйсюэ                                                 | 1979 | Вон Юньсань               | Дамиан Лау, Вон Юньсань | Заимствованы имена персонажей, сюжет перекликается с сериалом TVB «Лу Сяофэн»                                                        |
| 劍氣滿天花滿樓 The Legend of Lu-Siao-Phone                                     |                                                                           | 1980 | Ван Юй                    | Мэн Фэй, Лин Юнь, Ши Фэн, Ян Цзюньцзюнь                                                                                                   | «Династия Золотого Орла» (серия о Лу Сяофэне); автор сценария                                                                        |
| 俠影留香 Everlasting Chivalry                                                  |                                                                           | 1980 | Ли Чаоюн                  | Мэн Фэй, Лун Цзюньэр, Юнь Чжунъюэ | Не имеет отношения к романам, хотя название содержит имя персонажа «Люсян», и сама картина снята под влиянием телесериала «Чу Люсян» |
| 劍氣蕭蕭孔雀翎 Awe Inspiring Weapon                                            | Блеск меча, падающая листва, перья павлина                                | 1980 | Чжан Пэнъи                | Тянь Хэ, Тан Вэй, Сунь Цзялинь, Тянь Цзайчунь                                                                                             | «Перья павлина»; автор сценария, исполнительный продюсер                                                                             |
| 金劍殘骨令 The Revenger                                                        |                                                                           | 1980 | Пао Сюэли                 | Ти Лун, Ши Сы, Сюй Фэн, Лин Юнь, Тань Даолян, Тхоу Маньмин, Вон Чхин                                                                      | «Меч хунаньской наложницы» |
| 碧血洗銀槍 The Silver Spear                                                    | Серебряное копьё, омытое бирюзовой кровью                                 | 1980 | Тянь Пэн                  | Тянь Пэн, Мэн Фэй, Тянь Хэ, Цзун Хуа, Лун Цзюньэр                                                                                         | «Серебряное копьё, омытое бирюзовой кровью»                                                                                          |
| 中原一點紅 Middle Kingdom's Mark-of-Blood                                      | Чжунъюань Идяньхун                                                        | 1980 | Сяо Му                    | Тянь Хэ, Лун Цзюньэр, Лин Юнь, Бетти Бэй                                                                                                  | «До и после поединка» (серия о Лу Сяофэне)                                                                                           |
| 楚留香傳奇 The Legend of Chu Liu Hsiang                                        | Легенда о Чу Люсяне                                                       | 1980 | Линь Ин                   | Лю Дэкай, Сунь Цзялинь, Пол Чжан Чун, Нэнси Янь                                                                                           | «Возродиться в новом одеянии» (серия о Чу Люсяне); автор сценария                                                                    |
| 寒劍孤星斷腸花 The Sword of Justice                                            | Холодный меч, одинокая звезда, цветок с разбитым сердцем                  | 1980 | Сюй Шэнъюй                | Лю Шанцянь, Чжан Сяолань, Чжун Лин, Лу Ди, Цзун Вэй, Чэн Пэн                                                                              | Автор сценария, планирование |
| 快樂英雄 A Brotherhood of Heroes                                               | Счастливый герой                                                          | 1980 | Оуян Цзюнь                | Лин Юнь, Ся Линлин, Вэй Цзыюнь, Чэнь Син, Гао Цян, Ли Лулин, Чжоу Жуйфан                                                                  | «Счастливый герой» |
| 新月傳奇 The Young Moon Legend                                                 | Легенда о молодом месяце                                                  | 1980 | Ван Юй                    | Мэн Фэй, Лин Юнь, Ван Гуаньсюн, Ши Фэн, Ян Цзюньцзюнь                                                                                     | «Легенда о молодом месяце» |
| 英雄無淚 Heroes Shed No Tears                                                  | Герои не плачут                                                           | 1980 | Чу Юань                   | Фу Шэн, Бай Бяо, Дерек И, Ку Фэн, Юэ Хуа, Ку Куньчун                                                                                      | «Герои не плачут» |
| 楚留香與胡鐵花 Chu Liu Hsiang and Hu Tieh Hua                                  | Чу Люсян и Ху Техуа                                                       | 1980 | Линь Ин                   | Лю Дэкай, Джеймс Тянь, Ли Цзяньпин, Сунь Цзялинь                                                                                          | «Большая песчаная пустыня» (серия о Чу Люсяне); автор сценария; исполнительный продюсер                                              |
| 離別鈎 The Deadly Sword                                                        | Разделяющий крюк                                                          | 1980 | Фан Хао                   | Лин Юнь, Вэй Цзыюнь, Кэндис Ю | «Разделяющий крюк» |
| 月夜斬 Moon Night Cutter                                                       | Казнь лунной ночью                                                        | 1980 | Сюй Юйлун                 | Лин Юнь, Ван Гуаньсюн, Пань Инцзы, Чэнь Хунле                                                                                             | «Склон неба, светлая луна, меч»; автор сценария                                                                                      |
| 絕代英雄 Fight for Glory                                                       | Невиданный герой                                                          | 1980 | Сюй Шэнъюй                | Дэвид Цзян, Цзин Ли, Сюй Шаоцян | «Притягивание утерянной души» |
| 桃花傳奇 The Legend Of Peach Blossom                                           | Легенда о цветке персика                                                  | 1980 | Ван Юй                    | Мэн Фэй, Ян Цзюньцзюнь, Ван Цян | «Легенда о цветке персика» (серия о Чу Люсяне); автор сценария                                                                       |
| 月異星邪 Chivalry Deadly Feud                                                  | Неправильная луна, злая звезда                                            | 1981 | Тан Чэнда                 | Ван Гуаньсюн, Го Сюмэй, Цзун Хуа, Лэй Куква                                                                                               | «Неправильная луна, злая звезда» |
| 魔劍俠情 Return of the Sentimental Swordsman                                   | Демонский меч, рыцарская натура                                           | 1981 | Чу Юань                   | Цзин Ли, Ти Лун, Фу Шэн, Ку Фэн, Дерек И, Чхо Сёнвань                                                                                     | «Сентиментальный меченосец, безжалостный меч»                                                                                        |
| 飛刀，又見飛刀 Return of the Deadly Blade                                      | Летящая сабля, снова вижу летящую саблю                                   | 1981 | Тейлор Вон                | Дэвид Цзян, Сюй Шаоцян, Ясуаки Курата, Флора Чён, Флора Кин, Шерон Ян, Хван Чжон Ри, Ло Ле, Лён Сиулун, Ён Чаклам, Исаму Накамура         | Не имеет отношения к одноимённому произведению                                                                                       |
| 玉劍飄香 The Flower, the Killer                                                | Витающий аромат юйцзяня                                                   | 1981 | Сунь Ян                   | Тянь Пэн, Нора Мяо, Нэнси Янь | |
| 英雄對英雄 The Last Duel                                                       | Герой против героя                                                        | 1981 | Лин Юнь                   | Лин Юнь, Вэй Цзыюнь, Нора Мяо, Сюй Фэн | «Деревня Призраков» (серия о Лу Сяофэне)                                                                                             |
| 貓頭鷹 The Legend of the Owl                                                   | Сова                                                                      | 1981 | Дэвид Цзян                | Дэвид Цзян, Эрик Цан, Вэй Цзыюнь, Пол Чхёнь                                                                                               | Пародия на произведения |
| 劍神一笑 The Story of Lu Sheau-Feng                                            | Усмешка бога меча                                                         | 1981 | Линь Ин                   | Лю Дэкай, Ли Цзяньпин, Джеймс Тянь | «Усмешка бога меча» (серия о Лу Сяофэне); автор сценария, исполнительный продюсер                                                    |
| 一鳳東飛九萬里 Take the Rap                                                    | Один феникс летит на восток за девяносто тысяч ли                         | 1981 | Ван Юй                    | Мэн Фэй, Ян Цзюньцзюнь, Ши Фэн, Генри Лу, Фан Фан, Дин Гошэн                                                                              | «Феникс танцует на девятом небе» (серия о Лу Сяофэне); автор сценария                                                                |
| 名劍風流 A Sword Named Revenge                                                 | Поведение знаменитого мечника                                             | 1981 | Ли Цзя                    | Ван Гуаньсюн, Шелли Юй, Цзинь Хань, Ли Сюань                                                                                              | «Поведение знаменитого мечника» |
| 大旗英雄傳 Clan Feuds                                                          | Предание о герое из школы Большой Флаг                                    | 1981 | Чжан Пэнъи                | Ти Лун, Ло Ман, Чань Сикай, Лиу Лайлин, Сунь Цзянь, Нгай Фэй, Тан Цзин                                                                    | «Предание о герое из школы Большой Флаг»                                                                                             |
| 血鸚鵡 Bloody Parrot                                                           | Кровавый попугай                                                          | 1981 | Хуа Шань                  | Бай Бяо, Дженни Лён | «Кровавый попугай» |
| 再世英雄 Hero from the Time Tunnel                                             | Два поколения героев                                                      | 1981 | Линь Ин                   | Лю Дэкай, Ли Ле, Хун Чаосюн | Автор сценария |
| 九月鷹飛 Eagle Flying in September                                             | Орлиный полёт в девятом месяце                                            | 1981 | Ван Юй                    | Мэн Фэй, Лин Юнь, Ян Цзюньцзюнь, Ши Фэн                                                                                                   | «Орлиный полёт в девятом месяце»; автор сценария                                                                                     |
| 陸小鳳之決戰前後 The Duel of the Century                                       | Лу Сяофэн: До и после поединка                                            | 1981 | Чу Юань                   | Юэ Хуа, Бай Бяо, Лю Юн, Сунь Цзянь, Ку Куньчун, Чхо Сёнвань, Цзин Ли, Тан Цзин, Пань Бинчан, Нгай Фэй, Вон Юн                             | «До и после поединка» |
| 血旗變 Bloody Mission                                                          | Переворот в «Кровавом флаге»                                              | 1981 | Рэймонд Лэй               | Лю Юн, Цзин Ли, Сюй Шаоцян, Ци Гуаньцзюнь                                                                                                 | Автор сценария |
| 紅粉動江湖 Ambitious Kung Fu Girl                                              | Румяна и белила двигают реки и озёра                                      | 1981 | Лу Цзюньгу                | Чэнь Гуаньтай, Ми Сюэ, Линь Сюцзюнь, Юань Дэ                                                                                              | «Большой персонаж» |
| 楚留香之幽靈山莊 Perils of the Sentimental Swordsman                           | Чу Люсян: Деревня Призраков                                               | 1982 | Чу Юань                   | Ти Лун, Дэн Вэйхао, Ку Куньчун, Ло Ле, Чхо Сёнвань, Дай Лянчунь, Ку Фэн                                                                   | «Деревня Призраков» (серия о Лу Сяофэне)                                                                                             |
| 浣花洗劍 The Spirit of the Sword                                               | Мытьё цветов, очистка мечей                                               | 1982 | Чу Юань                   | Юэ Хуа, Ло Ле, Лю Юн, Вон Юн, Сунь Цзянь, Сесилия Вон, Манна Чань, Ку Куньчун, Мэри Хонь, Чён Ин                                          | «Записки о мытье цветов и очистке мечей»                                                                                             |
| 水月十三刀 An Everlasting Duel                                                 | Тринадцатый меч ясной луны                                                | 1982 | Чжан Пэнъи                | Тянь Пэн, Тянь Хэ, Ся Линлин, Ши Сы, Ци Гуаньцзюнь, Лю Мэнъянь, Чэнь Син                                                                  | Заимствован персонаж Бу Ина из романа «Орёл, летящий над большой землёй»                                                             |
| 一劍刺向太陽 A Sword Shot at the Sun                                           | Первый меч пронзает в направлении Солнца                                  | 1982 | Ван Юй                    | Дэвид Цзян, Мэн Фэй, Ян Цзюньцзюнь | «Летящая сабля, снова вижу летящую саблю»                                                                                            |
| 彈指神功 The Challenger                                                        | Чудесный подвиг в один миг                                                | 1982 | Фан Хао                   | Мэн Фэй, Куань Чхун, Энджи Чиу, Энни Лиу, Ха Ю, Нг Мантат                                                                                 | Автор сценария |
| 楚留香大結局 The Denouncement of Chu Liu Hsiang                                | Чу Люсян. Завершение                                                      | 1983 | Чжан Пэнъи                | Тянь Хэ, Люй Инъин, Сюй Шаоцян, Лу Ифэн                                                                                                   | Автор сценария |
| 風鈴中的刀聲 The Sword with the Wind-bell                                      | Звук сабли среди звенящих на ветру колокольчиков                          | 1983 | Цзинь Чанлян, Тянь Пэн    | Тянь Пэн, Дэвид Цзян, Лю Шанцянь | «Звук сабли среди звенящих на ветру колокольчиков»                                                                                   |
| 午夜蘭花 Night Orchid                                                          | Полуночная орхидея                                                        | 1983 | Чжан Пэнъи                | Бриджит Линь, Адам Чэн, Лу Ичань, Ван Дао                                                                                                 | «Полуночная орхидея» (серия о Чу Люсяне); автор сценария, продюсер                                                                   |
| 神鵰英雄 Sheng-Piao Hero                                                       | Герои божественного орла                                                  | 1984 | Ван Юй                    | Лён Каянь, Мэн Фэй, Ян Цзюньцзюнь, Филлип Коу, Чжан Фуцзянь, Хуан Чжунъюй                                                                 | «Сяо, одиннадцатый господин», «Кровавая междоусобица. Сяо, одиннадцатый господин»                                                    |
| 禪武門 General Invincible                                                      | Последователи созерцания и отваги                                         | 1984 | Чжан Пэнъи                | Чжан Лин, Адам Чэн | «Яростный меч, безумный цветок» |
| 情人，看刀 Be Careful Sweetheart                                               | Присмотри за саблей, дорогая                                              | 1984 | Оуян Цзюнь                | Адам Чэн, Бриджит Линь, Дерек И | Автор сценария |
| 一無所有                                                                       | Остаться ни с чем                                                         | 1989 | Цзян Хайян                | Юань Юань, Шэнь Цзюньи, Ван Чжихуа, Чжан Хун, Чжугэ Мин, Чжу Лэй                                                                          | «Не склонять голову» |
| 七星碧玉刀                                                                     | Яшмовый меч семи звёзд                                                    | 1991 | Яо Шоуган                 | Чжао Ян, Ли Сыцзе, Ли Дяньфан, Ци Минъюань, Дань Синмэй                                                                                   | «Яшмовый меч» |
| 群星會 The Thief of Time                                                       | Союз созвездия                                                            | 1992 | Лэй Ликчхи                | Ха Ю, Дерик Вань, Элейн Хо, Адам Чэн, Энди Лау                                                                                            | Телефильм. Заимствованы персонажи из многих произведений                                                                             |
| 絕代雙驕 Handsome Siblings                                                     | Близнецы                                                                  | 1992 | Эрик Цан                  | Энди Лау, Бриджит Линь, Шарла Чён | «Несравненная пара зазнаек» |
| 戰神傳說 The Moon Warriors                                                     | Лунные воины                                                              | 1992 | Саммо Хун                 | Энди Лау, Анита Муи, Кенни Би | «Сентиментальный меченосец, безжалостный меч»                                                                                        |
| 笑俠楚留香 Legend of the Liquid Sword                                          | Улыбчивый рыцарь Чу Люсян                                                 | 1992 | Вон Чин, Ён Вайип         | Аарон Куок, Чингми Яу, Шарла Чён, Глория Ип, Дерик Вань, Вон Ваньси                                                                       | Основан на персонажах серии о Чу Люсяне                                                                                              |
| 新流星蝴蝶劍 Butterfly & Sword                                                 | Бабочка и меч                                                             | 1993 | Майкл Мак                 | Мишель Йео, Джимми Линь, Тони Лён Чиувай, Джои Вон, Донни Йен, То Цзунхуа, Элвис Чхёй                                                     | «Метеор, бабочка, меч» |
| 武俠七公主之天劍絕刀 Holy Weapon                                               | Рыцарская семёрка дочерей императора: Небесный меч, непревзойдённая сабля | 1993 | Вон Чин                   | Мишель Йео, Кэрол Чен, Мэгги Чён, Шарла Чён, Саймон Ям, Дики Чён, Сандра Нг, Нг Мантат, Дамиан Лау, Чарин Чань, Эстер Куань               | «Записки о мытье цветов и очистке мечей», «Несравненная пара зазнаек»                                                                |
| 邊城浪子 A Warrior's Tragedy                                                   | Блудный сын из приграничного города                                       | 1993 | Фрэнки Чань               | Ти Лун, Иди Чань, Анита Юань, Фенни Юнь, Галлен Ло                                                                                        | «Блудный сын из приграничного города»                                                                                                |
| 楚留香後傳之西門無恨 Clans of Intrigue                                         |                                                                           | 1993 | Чэнь Мучуань              | Мэн Фэй, Ян Цзюньцзюнь, Ям Сайкунь, Лён Каянь, Лун Фон                                                                                    | Автор рассказа |
| 陸小鳳傳奇之鳳舞九天 Clan of Amazons                                           | Легенда о Лу Сяофэне: Феникс танцует на девятом небе                      | 1993 | Чэнь Мучуань              | Энтони Вон, Ян Цзюньцзюнь, Мэн Фэй, Ши Фэн                                                                                                | «Феникс танцует на девятом небе» |
| 黑豹傳說 Once Upon a Time in 2040                                              | Предания о Чёрной Пантере                                                 | 1993 | Юнь Яньхон                | Лоуренс Нг, Кристал Куок, Пол Чхёнь, Айви Лён, Чжан Голян                                                                                 | «Не склонять голову» |
| 黑豹傳說II之絕響之城 Once Upon a Time in 2040 II                               | Предания о Чёрной Пантере 2: Забытый город                                | 1995 | Дэнни Коу                 | Лоуренс Нг, Айви Лён, Кристал Куок, Вон Чифай, Нг Сёйтхин                                                                                 | «Не склонять голову» |
| 仁者無敵 The Invincible Power of Kindness                                      | У гуманиста нет врагов                                                    | 1995 | Фрэнки Чань               | Ти Лун, Иди Чань, Анита Юань, Фрэнки Чань, Фенни Юнь, Фун Хакъон, Чак Ин, Чхёй Лам, Сюй Хуаньшань                                         | «Блудный сын из приграничного города»                                                                                                |
| 大內密探零零發 Forbidden City Cop                                              | Страж запретного города                                                   | 1996 | Винсент Кок, Стивен Чоу   | Стивен Чоу, Карина Лау, Кармен Ли | Заимствованы персонажи из романа «Легенда о Лу Сяофэне» (серия о Лу Сяофэне)                                                         |
| 劍少爺                                                                         | Молодой господин меча                                                     | 1999 | Фань Сюмин                | Лам Вай, То Цзунхуа, Хэ Чжунхуа, Кайли Вон, Цуй Чжэминь, Лян Чэнь                                                                         | «Сентиментальный меченосец, безжалостный меч»                                                                                        |
| 決戰紫禁之巔 The Duel                                                          | Дуэль                                                                     | 2000 | Эндрю Лау                 | Энди Лау, Экин Чен, Ник Чён Кафай, Чжао Вэй, Кристи Ян Гунжу, Тянь Синь                                                                   | «До и после поединка» |
| 小李飛刀之飛刀外傳 The Legend of the Flying Swordsman                          | Летающий нож Сяо Ли: Неофициальная биография летающего ножа               | 2000 | Боско Лам                 | Дейв Ван, Гиги Лай, Ло Чунха, Кен Чжан | «Сентиментальный меченосец, безжалостный меч»                                                                                        |
| 盜帥留香韋小寶                                                                 |                                                                           | 2004 | Лу Цзяньмин, Стефан Ип    | Чён Татмин, Джо Ма, Тхан Лаймин | Основан на персонажах романов о Чу Люсяне и романа Цзинь Юна «Записки об олене и треножнике»                                         |
| 天下賊王                                                                       | Король воров поднебесной                                                  | 2004 | Стэнли Фун                | Кенни Хо, Джонни Чэнь, Чжан Цзиндун, Ян Цинвэнь, Сунь Баогуан                                                                             | Основан на истории учеников Чу Люсяна                                                                                                |
| 無形劍                                                                         | Бесформенный меч                                                          | 2004 | Чжу Юньфэй                | Винсент Цзяо, Ада Чхой, Тан Цзюньси, Ван Хуэй, Чан Чэн, Ван Дао                                                                           | «Герои не плачут»; киноверсия сериала «Плачущий меч»                                                                                 |
| 三少爺的劍 Sword Master                                                        | Меч третьего молодого господина                                           | 2016 | Дерек И                   | Линь Гэнсинь, Питер Хо, Цзян Иянь, Цзян Мэнцзе                                                                                            | «Меч третьего молодого господина» |

### Телесериалы
| Произведение                 | Оригинальное название                | Русское название    | Год       | Производитель | Примечания |
| ---------------------------- | ------------------------------------ | ------------------- | --------- | ------------- | ---------- |
| Изогнутая сабля круглой луны | 圓月彎刀 Against the Blade of Honour | Против Лезвия Чести | 1994-1997 | Гонконг       |            |